# فورت فيتزجيرالد (ألبرتا)
فورت فيتزجيرالد هي مستوطنة كندية في شمال ألبرتا من ضمن منطقة وودبفالو. تقع 17 كلم جنوب حدود ألبرتا مع الأقاليم الشمالية الغربية، و23 جنوبي قرية فورت سميث.

## تاريخها
قبل وصول القطارات، كان موقعها أساسي لنقل البضائع مع الشمال. وكان ناقلي البضائع يستعملوها لينقلوا بضائعهم عن حملها مع مراكبهم والانتقال برا لتفادي 4 منحدرات نهرية خطيرة.

## السكان

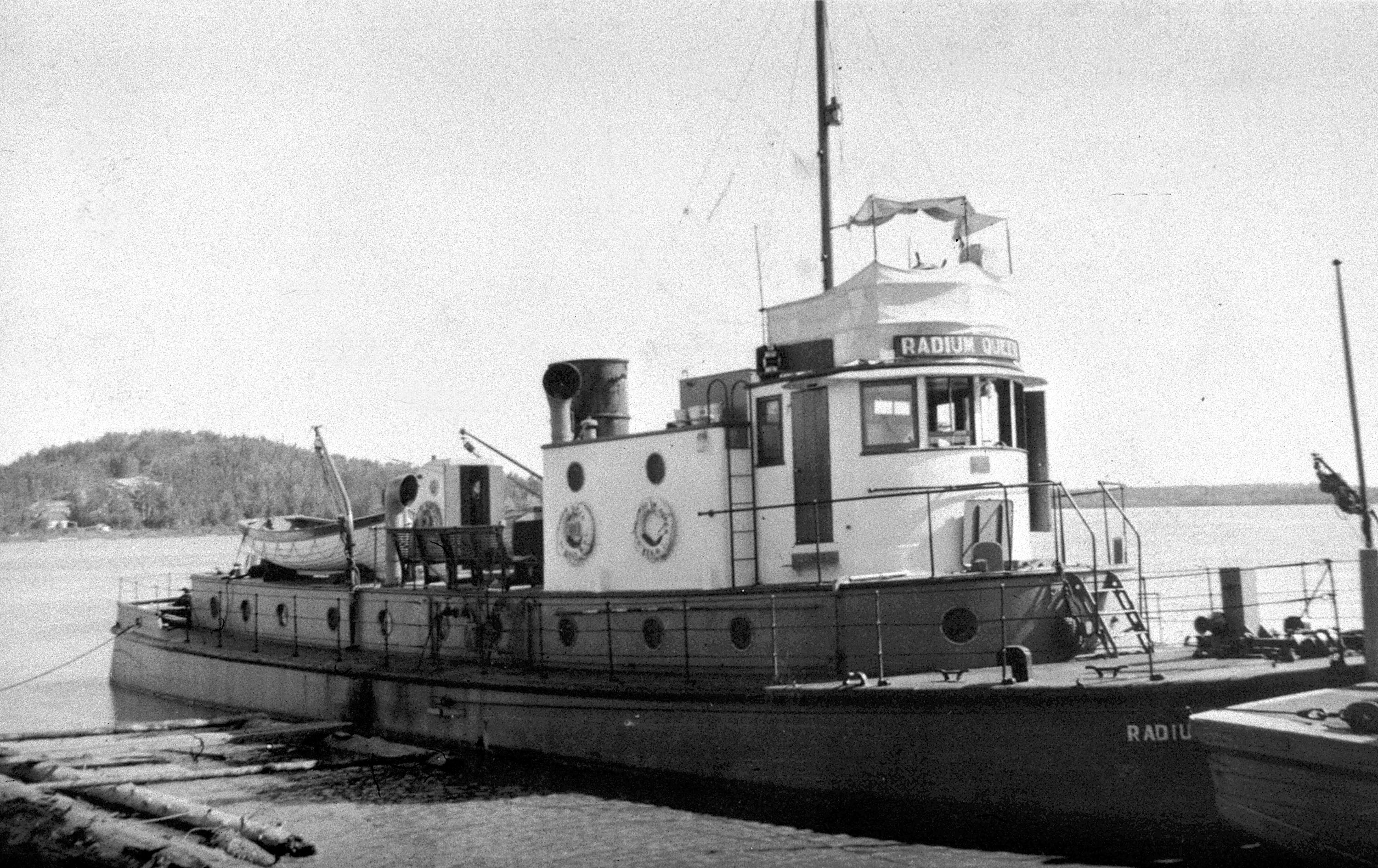
باخرة راديون كوين (ملكة الراديوم)

بحسب إحصائية 2012، كان عدد سكان فورت فيتزجيرالد 10 نسمة.

## قرى مجاورة
- فورت ماكموراي
- كونكلن
- أنزاك
- فورت تشيبوايان
- فورت ماكاي
- غريغوار لايك
- جنوب جانفيي
- سابري كريك
- درايبر
- بحيرات ماريانا

## إقراء أيضا
- قائمة مجتمعات ألبرتا
- قائمة قرى ألبرتا
- قائمة مجتمعات شمالي ألبرتا